# Melodije morja in sonca 1995
XVIII. Melodije morja in sonca (Koper '95) so potekale 14. in 15. julija 1995 na Titovem trgu v Kopru. Vodila sta ga Mišo Zaletel in Lorella Flego. Kot gostje so nastopili Sanja Mlinar, zvezdnice iz italijanske oddaje Non è la RAI (petek) in Faraoni (sobota).

## Tekmovalne skladbe
Izborna komisija (Tomo Pirc, Ivo Umek, Lea Hedžet, Fabio Rizzi in Zlati Klun) je za osrednji, »nacionalni« festivalski večer izbrala 14 skladb:
| #   | Izvajalec                         | Naslov pesmi           | Avtor glasbe            | Avtor besedila                                 | Avtor aranžmaja                |
| --- | --------------------------------- | ---------------------- | ----------------------- | ---------------------------------------------- | ------------------------------ |
| 1.  | Marta Zore                        | Še si tu               | Marta Zore              | Miša Čermak                                    | Miran Juvan                    |
| 2.  | Panda                             | Za vedno moj           | Andrej Pompe            | Suzana Jeklic                                  | Andrej Pompe                   |
| 3.  | Damjana (Golavšek) in Rok (Golob) | Samo še nocoj          | Rok Golob               | Katarina Habe                                  | Rok Golob                      |
| 4.  | Platana                           | Vse je narobe          | Danilo Kocjančič        | Drago Mislej                                   | Marino Legovič                 |
| 5.  | Kingston                          | Greva na morje         | Dare Kaurič, Reno Čibej | Dare Kaurič, Reno Čibej                        | Dare Kaurič, Reno Čibej        |
| 6.  | Čena                              | Kjer ona spi           | Matjaž Vlašič           | Urša Drinovec, Matjaž Vlašič                   | Matjaž Vlašič, Boštjan Grabnar |
| 7.  | Jan Plestenjak                    | Misli na mene          | Jan Plestenjak          | Jan Plestenjak                                 | Jan Plestenjak                 |
| 8.  | Andreja Makoter                   | Jaz dajem ti vse       | Andreja Makoter         | Andreja Makoter                                | U. Rapotec                     |
| 9.  | Dunja                             | Nikoli več             | Tomaž Borsan            | Tomaž Borsan                                   | Tomaž Borsan                   |
| 10. | Babilon                           | Najin raj              | Sašo Fajon              | Žan Sebastjan Artič                            | Sašo Fajon                     |
| 11. | Napoleon                          | Modra kraljica         | Napoleon                | V. Železnik                                    | Napoleon                       |
| 12. | Victory                           | ... me                 | Aleš Čadež              | Aleš Čadež, Robert Dragar, Silvester Žnidaršič | Aleš Čadež                     |
| 13. | Tinkara Kovač                     | Moje flavte nežni zvok | Robert Vatovec          | Tinkara Kovač                                  | Robert Vatovec                 |
| 14. | Anika Horvat                      | Plima                  | Marino Legovič          | Drago Mislej                                   | Marino Legovič                 |

### Nagradi
Nagrado strokovne žirije je prejela Panda, nagrado občinstva, o kateri je odločalo 5 radijskih postaj in 30 naključno izbranih obiskovalcev festivala, pa Marta Zore.

## Mladi MMS
1. Sandra
2. Maja Štraus
3. Ramona
4. Karmen Plazar
5. Romana Košir
6. Nino & Pinocchio
7. Mirjana Frank
8. Saško Balant
9. Patricia Diklič
10. Maksim Vergan
11. Rok & Jure Lopatič
12. Sergeja Palko
13. Lara Baruca – Hudič izgublja moč
14. Damjan Gunjač
15. Status Symbol

Nagradi žirije sta prejela Lara Baruca (kategorija nad 15 let) in Saško Balant (do 15 let), zmagovalci občinstva pa so bili Nino (Kozlevčar) & Pinocchio.